# Alexej Meschtschanow
Alexej Meschtschanow (* 1973 in Kiew) ist ein in Berlin lebender bildender Künstler und Bildhauer.

## Leben
Meschtschanow begann ein Studium 1997 an der Hochschule für Grafik und Buchkunst in Leipzig in der Fachklasse von Arno Rink und wechselte 2002 in die Fachklasse von Timm Rautert, bevor er 2005 ein Diplom in Bildender Kunst erhielt. 2008 beendete er sein Postgraduiertenstudium als Meisterschüler bei Timm Rautert.
In der Werkgruppe „Biedermeier“ kombiniert Meschtschanow seit 2003 bürgerliche Möbelstücke mit korsett- bzw. prothesenhaften Stahlrohrkonstruktionen, welche die verschiedenen Objekte einfassen, erhöhen und gleichzeitig stützen und fesseln. In der Serie „Album“ setzt sich Meschtschanow mit seinen eigenen Kinderzeichnungen auseinander, die zwischen seinem vierten und siebten Lebensjahr entstanden sind. Ursprünglich mit Kugelschreiber auf Glanzpapier gezeichnet, stellt er sie als 150 × 100 cm große, gerahmte und verglaste Farbfotografien aus. Zu den früheren Arbeiten gehören die Aktionen „Registration-Set“, die „Verwandlung“ im Depot der GfZK und das „Traumbüro Meschtschanow“.

## Ausstellungen (Auswahl)
2013
Das Gegengen, Kunstverein Grafschaft Bentheim
2012
Der Morgen Heller Als Der Tag, KLEMM'S, Berlin (Einzelausstellung) / Berlin.Status (1), Künstlerhaus Bethanien, Berlin / I'll Never Smile Again, Philara Collection Düsseldorf (Einzelausstellung) / Spiegelkabinette, Galerie der Künstler im BBK München / Artists in Residence, The Meet Factory Residency Program, Prag, Tschechien / Leipziger Jahresausstellung, Westwerk Leipzig
2011
Con Amore – Djurhuus collection, ARhoS Kunstmuseum, Aarhus, Dänemark / Entropia, Philara Collection, Düsseldorf / Image to Be Projected Until It Vanishes, Museion, Bozen, Italien / A Change of Scene with No Regrets, Protok, Center for Visual Communication, Banja Luka, Bosnien und Herzegowina (Einzelausstellung) / Attachment, Galerie Chez Valentin, Paris, Frankreich
2010
The Hygienic Colours, Kunstverein Arnsberg / Feierabend, KLEMM'S, Berlin (Einzelausstellung)
2009
Zweckgemeinschaft, MICAMOCA, Berlin / Amnesie, Kunstverein Leipzig / Light Motive, Galerie Suzanne Tarasiève, Paris, Frankreich / dé/montage, Galerie Grusenmeyer, Deurle, Belgien / Close the Gap, Städtische Galerie und Kunstverein Speyer; Pfaffenhofer Kunstverein; Galerie Kleindienst/Werkschauhalle, Leipzig
2008
Russisches Roulette, Nassauischer Kunstverein Wiesbaden / The Hygenic Colors, Galerie Rainer Wehr, Stuttgart (Einzelausstellung) / Material Presence, 176 project space, Zabludowicz Art Trust, London / Come to Daddy, KLEMM’S, Berlin (Einzelausstellung) / Bass Diffusion Model, Fieldgate Gallery, London
2007
Wir haben keine Probleme, Kunsthall Bergen, Norwegen / Das Buggenbauer Syndrom, Arndt & Partner, Zürich (Einzelausstellung)
2006
Amorphe Form in Mausefalle, Amerika, Berlin (Einzelausstellung) / Photo-Trafic, batiment d’art contemporain, Centre de la Photographie, Genf
2005
Fundament, Amerika, Berlin (mit Adrian Sauer) / White Night Lovers, Goethe-Institut Paris (mit Krisleifur Björnsson, Kat.) / Steven Black und Alexei Meschtschanow, Kunstverein Leipzig / Alexej Meschtschanow, Galerie Alexandra Saheb, Berlin (Einzelausstellung)
2004
Tiefbauarbeiten, Museum Folkwang, Essen (mit Sâadane Afif), (Kat.) / Biedermeierstandards, Galerie Rainer Wehr, Stuttgart (Einzelausstellung) / Just good news..., Galerie EIGEN + ART, Leipzig